# Mes Aynak
Mes Aynak (Dari-Persisch für „Kupferquelle, Kupferschacht“) ist ein 40 Kilometer südöstlich von Kabul gelegener Ort im Distrikt Mohammed Agha der afghanischen Provinz Lugar.
Mes Aynak war von der späten Kuschana-Zeit bis zur späten Shahi-Zeit (2. bis 9. Jahrhundert) eine weitläufige buddhistische Siedlung. Die Siedlung bestand aus mehreren reich verzierten Klosteranlagen mit Stupas und hunderten von Buddhastatuen sowie Wohn- und Gewerbebauten. Unterhalb der buddhistischen Klosterruinen wurden Überreste einer prähistorischen Siedlung aus der Bronzezeit entdeckt.
Mes Aynak beherbergt zudem eines der größten unerschlossenen Kupfervorkommen der Welt. Die afghanische Regierung hat die Schürfrechte 2007/08 der chinesischen Bergwerksfirma China Metallurgical Group (MCC) zugesprochen, die dafür 3,5 Milliarden Dollar geboten hatte. Da der historische Klosterkomplex vollständig dem Kupfertagebau weichen soll, verständigte sich der afghanische Bergbauminister Mohammed Ibrahim Adel mit der MCC auf die Durchführung archäologischer Rettungsgrabungen unter Einbindung des Nationalen Instituts für Archäologie Afghanistans. Die Grabungen in Mes Aynak, die mit internationaler Unterstützung umgesetzt werden, begannen 2009. Sie sollten nach drei Jahren abgeschlossen sein, werden aber gegenwärtig fortgesetzt (Stand: August 2013).
In Zusammenhang mit zunehmender internationaler Berichterstattung über die bedrohte historische Kulturstätte verschob die afghanische Regierung den Beginn des Kupfertagebaus auf 2014.

## Die historischen Siedlungsanlagen
Archäologische Befunde deuten auf eine erste Besiedlung der Region Mes Aynak während der Bronzezeit hin. Die umfangreichen Kupfervorkommen Mes Aynaks waren schon damals bekannt, wie eine bei Grabungen entdeckte bronzezeitliche Kupfergrube belegt. Fortschritte in der Metallverarbeitung hatten Kupfer zu einem für die Produktion von Bronze-Legierungen benötigten Rohstoff gemacht.
Eine weitere Besiedlung konnte für die Zeit ab dem späten Kuschana-Reich bis zur späten Shahi-Herrschaft (2. bis 9. Jahrhundert) nachgewiesen werden. In diesem Zeitraum existierte in Mes Aynak eine umfangreiche buddhistische Siedlung, die mehrere separate Klosteranlagen umfasste. Neben den bislang nachgewiesenen Klöstern „Kafiriat Tepe“ und „Gol Hamid“ dürfte es zumindest zwei weitere Anlagen gegeben haben. Ohne dass die monastische Tradition dieser Klöster bislang identifiziert werden konnte, deuten Funde von Steinreliefs von Bodhisattvas wie Avalokiteshvara auf eine der Vorläuferschulen des Mahayana-Buddhismus hin.

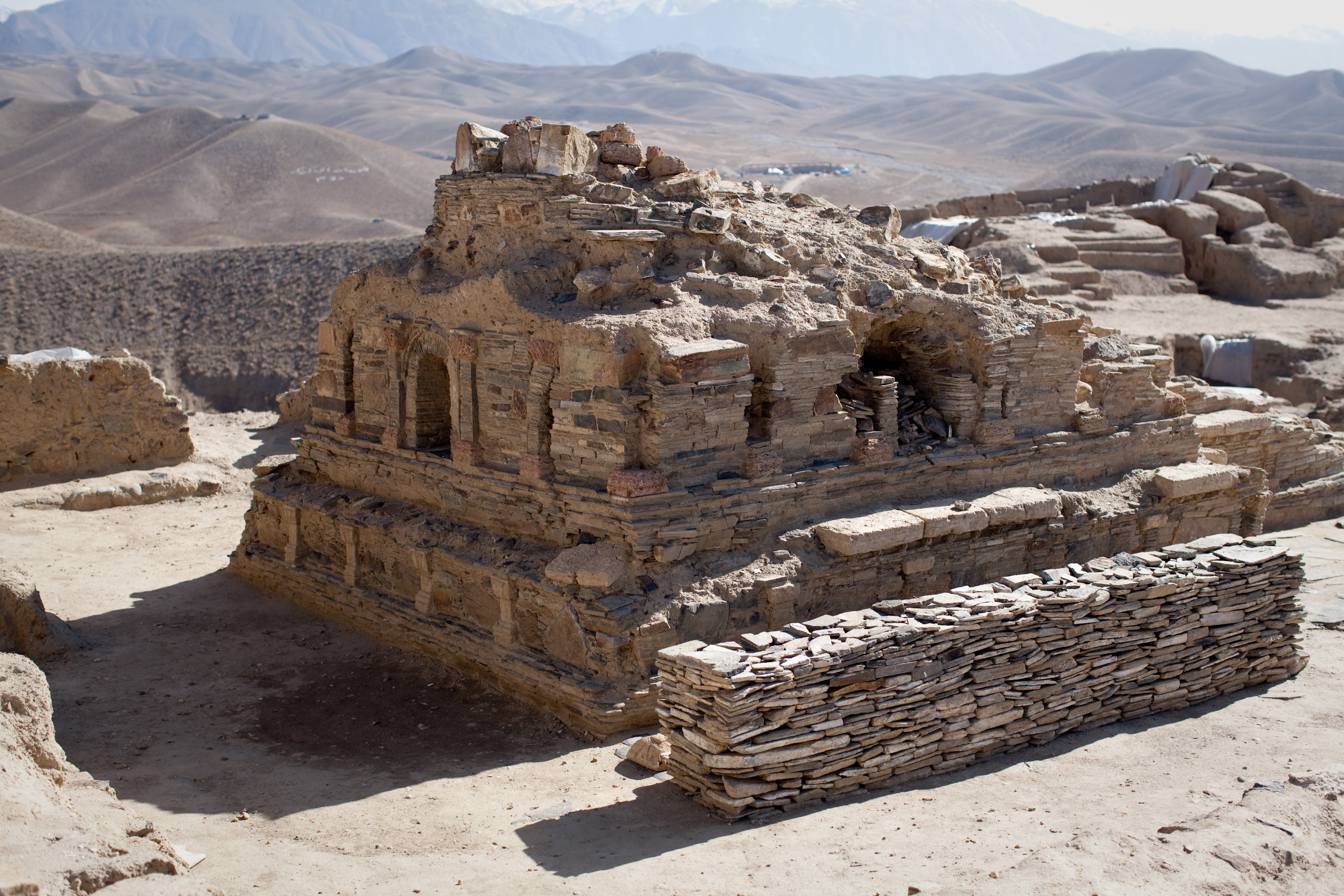
Ausgegrabener buddhistischer Stupa

Der Niedergang der Siedlung, die zugleich als Handelszentrum fungierte, dürfte spätestens im 8. Jahrhundert begonnen haben, als sich auf dem Gebiet des heutigen Afghanistan infolge der Invasion der muslimischen Araber langsam der Islam durchsetzte. Möglicherweise wurde die Siedlung aber erst während des 13. Jahrhunderts endgültig aufgegeben.
Der historische buddhistische Klosterkomplex, der auf einem Hügel in 2.400 Metern Höhe liegt und insgesamt ein eineinhalb Quadratkilometer großes Areal bedeckt, wurde 1963 wiederentdeckt. Mehrere geologische Erkundungsprojekte ergaben in den folgenden Jahren weitere Hinweise auf die buddhistischen Klosterruinen. Als im Zuge illegaler Raubgrabungen ab 2004 vermehrt buddhistische Artefakte in der Hauptstadt Kabul auftauchten, wurde das Nationale Institut für Archäologie Afghanistans auf das historische Kulturerbe in Mes Aynak aufmerksam.
Von dem buddhistischen Klosterkomplex in Mes Aynak haben sich neben Gebäuderesten einzelne Münzen (die ältesten von Kuschana-Herrscher Kanischka), Keramik, Wandmalereien, Felsreliefs sowie Schiefer- und Lehmskulpturen im graeco-buddhistischen Gandhāra-Stil erhalten. Die kulturhistorische Bedeutung des Komplexes entspricht etwa der der Fundstätte Hadda sowie des Klosterkomplexes in Bamiyan. Alle drei buddhistischen Fundstätten auf dem Gebiet des heutigen Afghanistan sind etwa zeitgleich entstanden, als sich der Buddhismus durch die Region entlang der Seidenstraße nach Zentralasien und China ausbreitete.

## Geplanter Kupfertagebau und Rettungsgrabungen

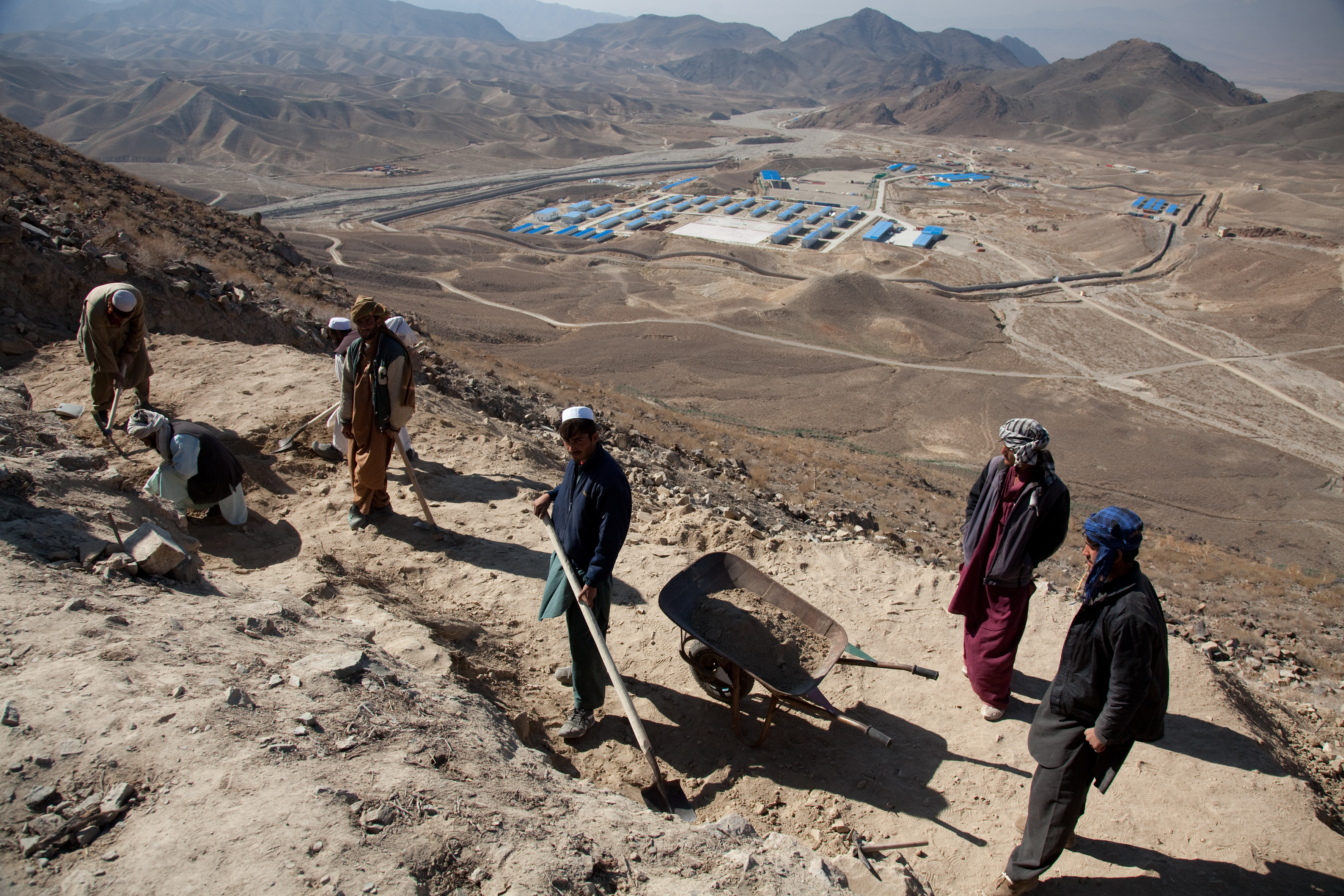
Afghanische Arbeiter und internationale Archäologen legen das buddhistische Klostergebäude frei (2011)

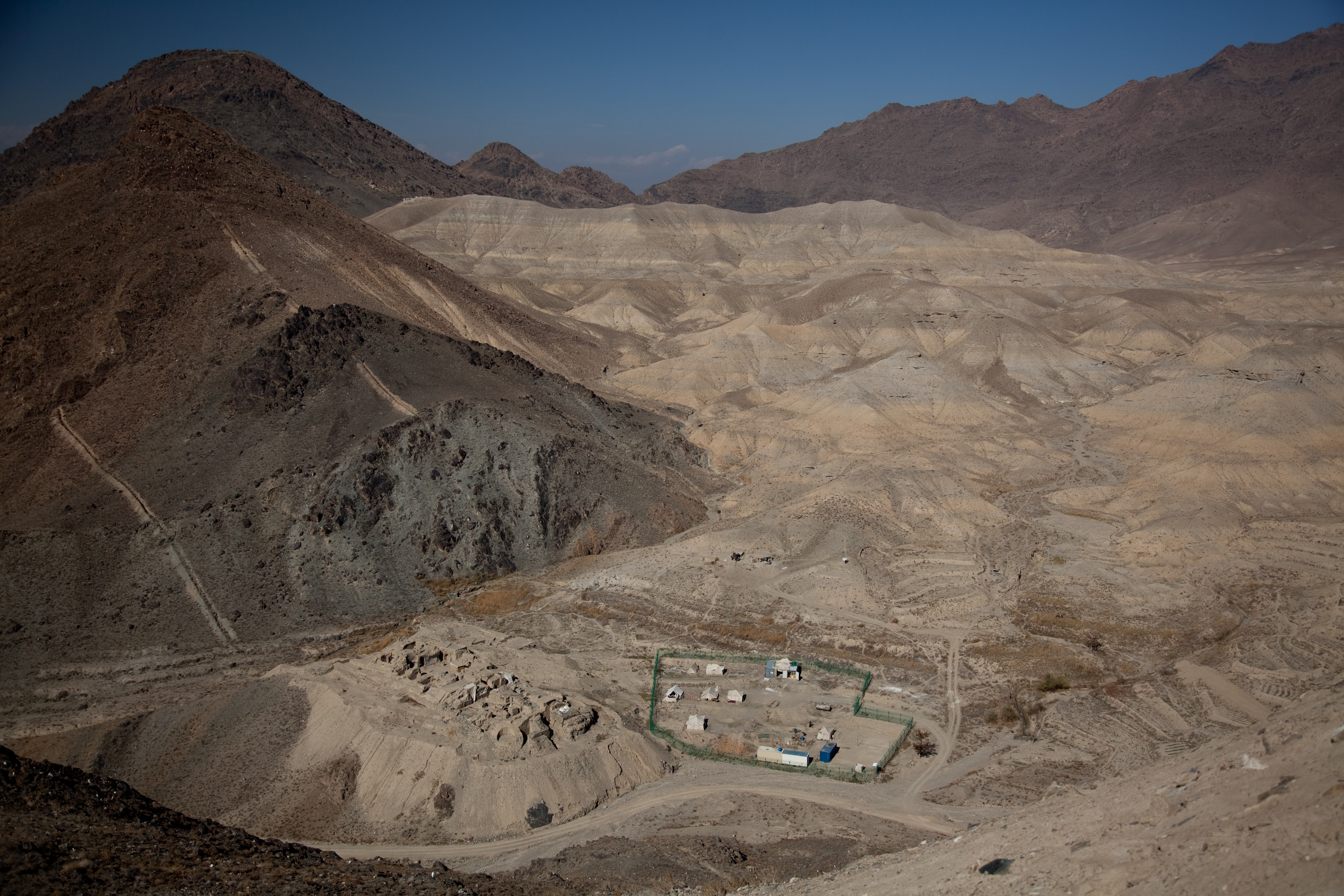
Zeltlager der Archäologen (grün eingezäunt) unterhalb der Grabungsstätte von Mes Aynak

China ist der weltweit größte Abnehmer raffinierten Kupfers. Da die heimischen Lagerbestände nicht mehr ausreichen, investieren chinesische Firmen angesichts einer rapide wachsenden Nachfrage vermehrt in unerschlossene Kupfervorkommen. Im November 2007 erhielt die China Metallurgical Group (MCC) nach zweijährigen Verhandlungen für 3,5 Milliarden Dollar den Zuschlag für die Schürfrechte zu den Kupfervorkommen in Mes Aynak. Die Vertragslaufzeit beträgt 30 Jahre. Es handelt sich um das größte ausländische Investitionsprojekt der afghanischen Geschichte. Die MCC beziffert das Volumen des Kupfervorkommens in Mes Aynak auf rund 11 Millionen Tonnen Kupfer im Gesamtwert von mehreren zehn Milliarden Dollar. Die MCC will für den Kupferabbau unter anderem neue Straßen, eine Eisenbahnstrecke und ein 400-Megawatt-Kraftwerk errichten.
Der geplante Kupfertagebau bedroht die historischen Kulturstätten. Unter dem Eindruck von Presseberichten über die drohende Zerstörung Mes Aynaks, in denen die MCC mit den Zerstörern der Buddha-Statuen von Bamiyan verglichen wurde, stimmte die MCC Plänen für eine Rettungsgrabung zu. Im Rahmen der 2009 begonnenen Rettungsgrabung, die von einem 16-köpfigen Archäologenteam unter Leitung der „Délégation Archéologique Française en Afghanistan“ (DAFA) durchgeführt und finanziell von mehreren Staaten und Einrichtungen wie der Weltbank unterstützt wird, sollen möglichst viele Artefakte in großer Eile gesichert und abtransportiert werden. Das Grabungsprojekt war Gegenstand internationaler Tagungen von Geologen, Bergbauingenieuren, Archäologen und Entwicklungsexperten (zum Beispiel in Washington, D.C., 2012).
Zur internationalen Aufmerksamkeit, die die bedrohte afghanische Kulturstätte seit 2007 auf sich zog, trug auch ein Filmprojekt bei. Der 2013 fertiggestellte Dokumentarfilm Die Buddhas von Mes Aynak (The Buddhas of Mes Aynak) des US-amerikanischen Filmemachers Brent E. Huffman erzählt die Geschichte der Grabungsstätte und schildert die prekäre Situation, in die die geplante Kupfermine Archäologen, chinesische Arbeitskräfte und Einheimische gebracht hat. Der Film stellt den geplanten Kupfertagebau und die Rettungsgrabung aus der Sicht verschiedener Archäologen und eines Managers der MCC dar. Das Mitglied des DAFA-Teams Philippe Marquis spricht in dem Film davon, dass bislang nur zehn Prozent der vorhandenen Artefakte hätten gesichert werden können und dass ein mindestens zehnjähriges Grabungsprojekt erforderlich sei, um ein Gutteil der noch verborgenen Bauten und Kunstschätze freilegen und dokumentieren zu können.
Im Juli 2013 zeigte sich Wahidullah Shahrani, Adels Nachfolger als Bergbauminister, über die Verzögerung des Projekts durch die chinesischen Vertragspartner enttäuscht. Angesichts der schlechten Sicherheitslage in der Region und hoher Schutzgeldforderungen der Taliban hielte die MCC den Vertrag mit Afghanistan nicht mehr für profitabel und wolle diesen neu verhandeln.

### Fotogalerie zur archäologischen Grabungsstätte (2011)

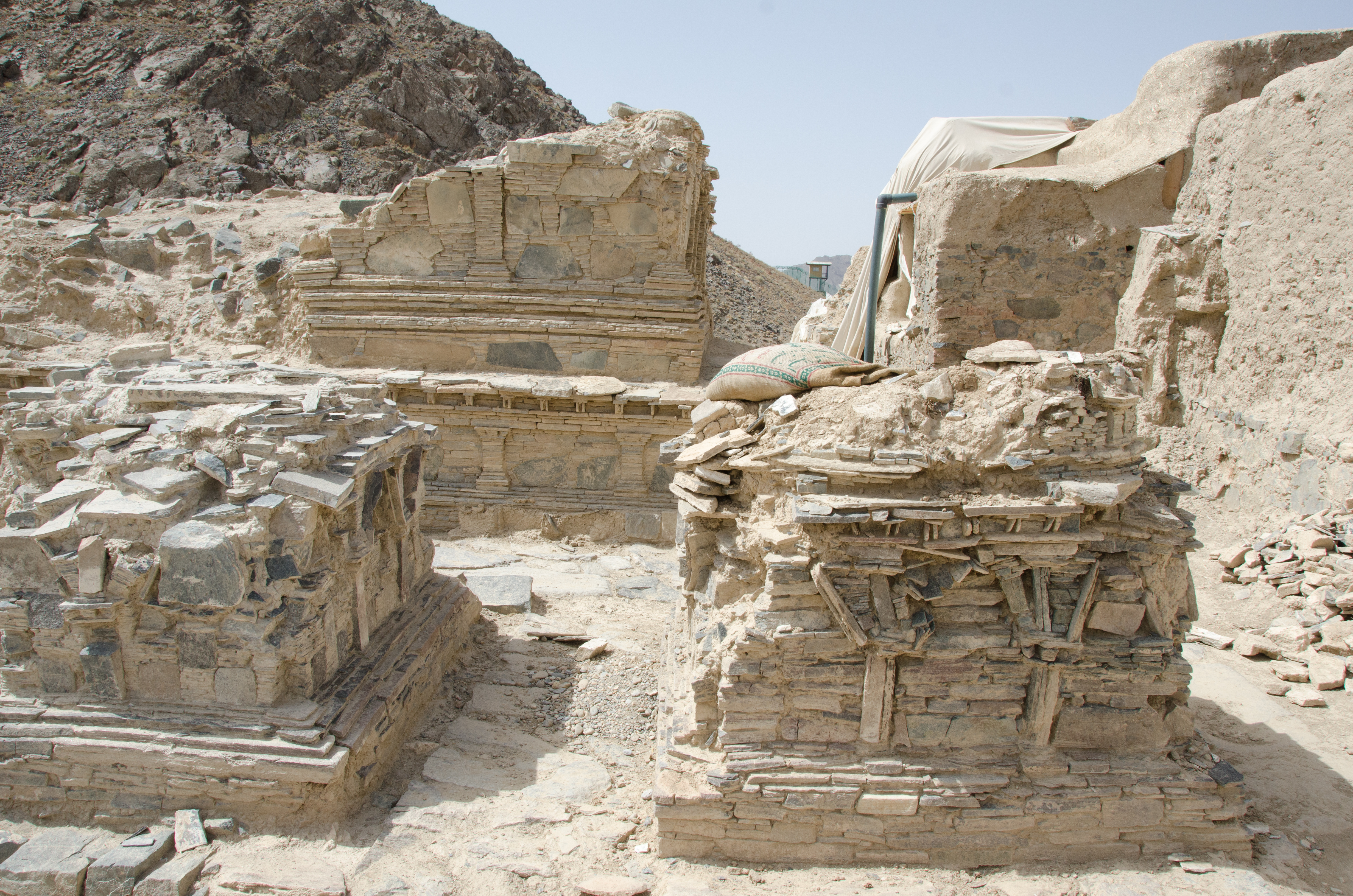
Stupa, Mes Aynak
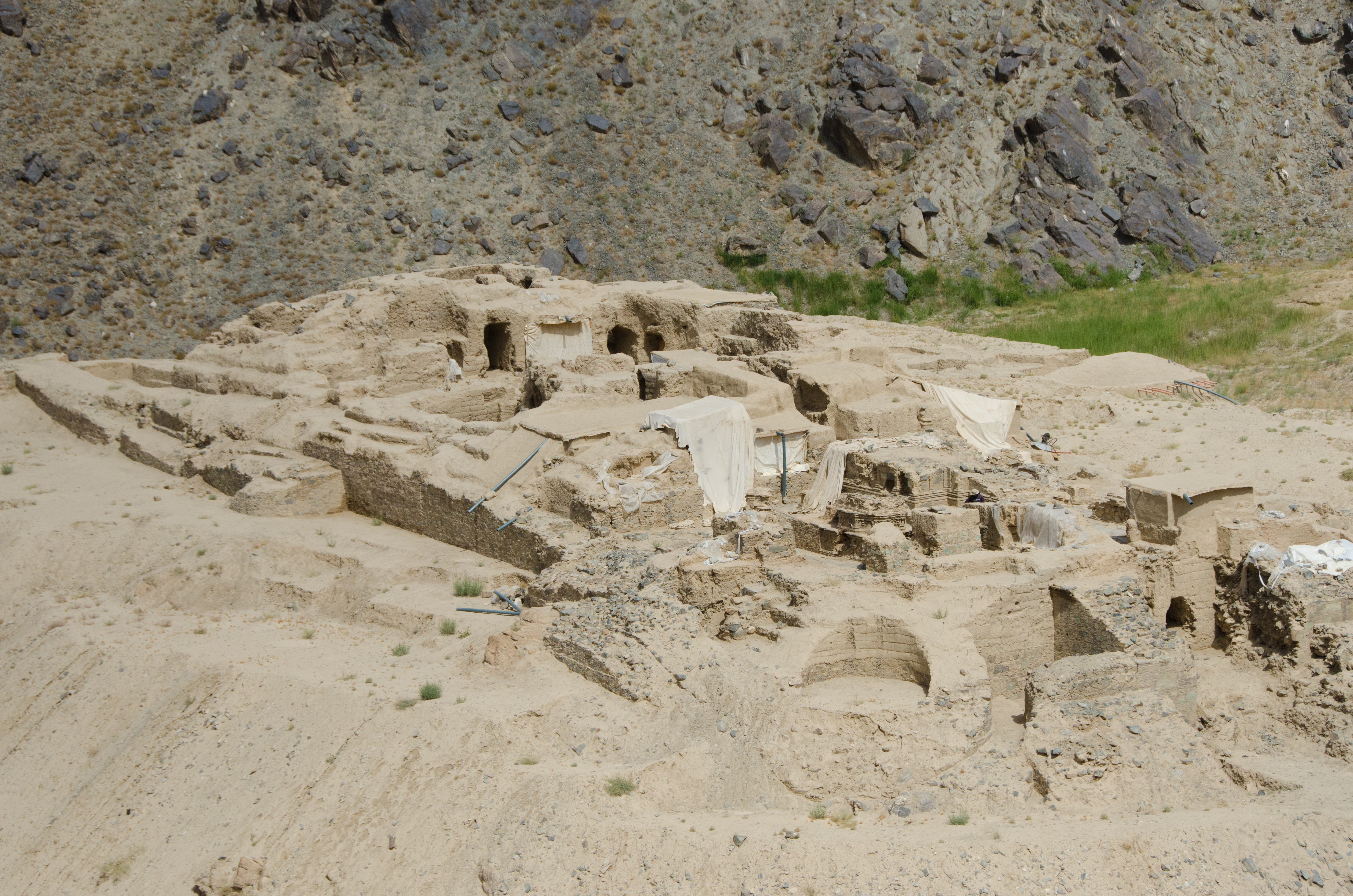
Historische Klosteranlagen von Mes Aynak
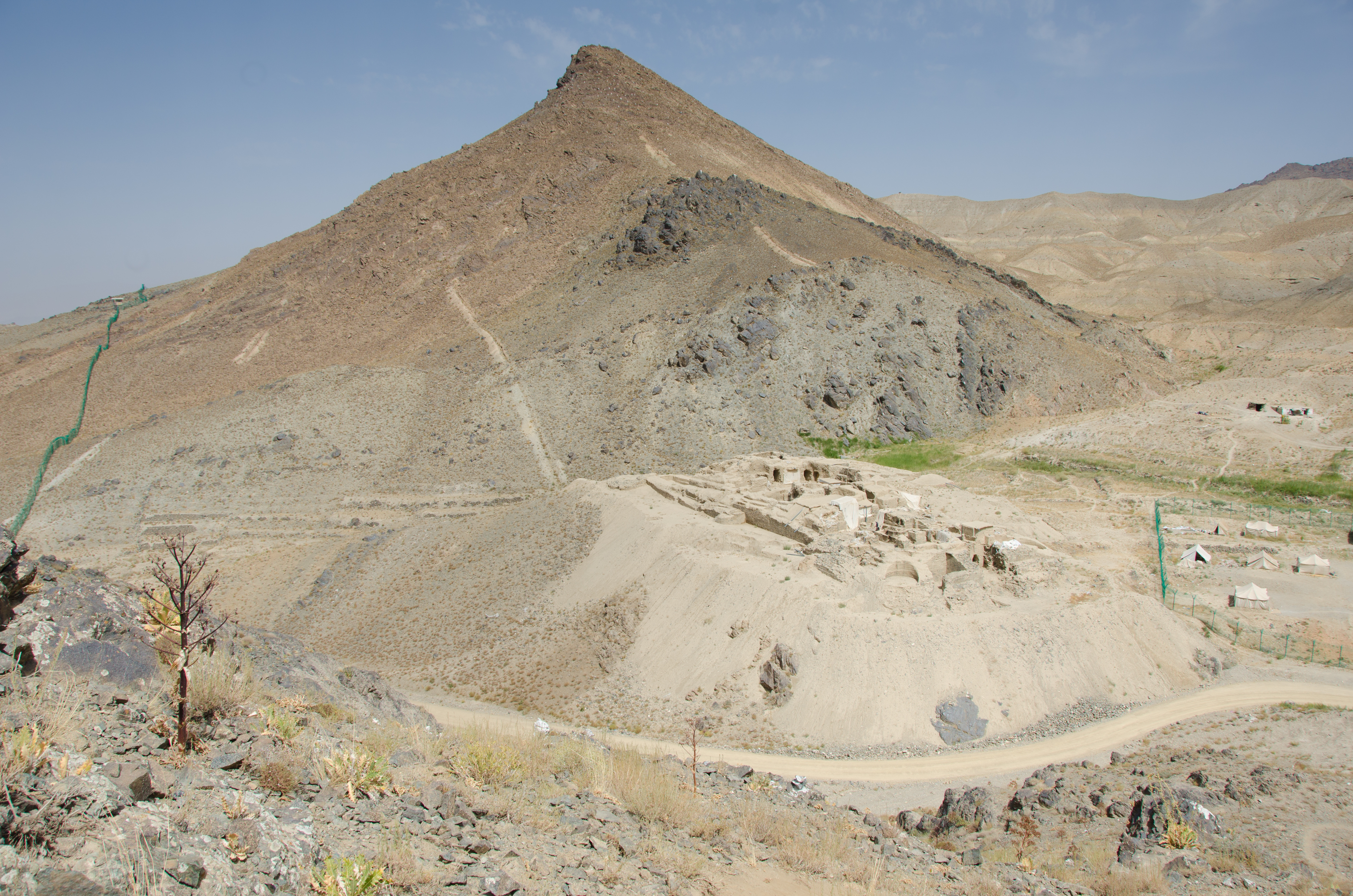
Klosteranlagen von Mes Aynak, nördliche Ansicht
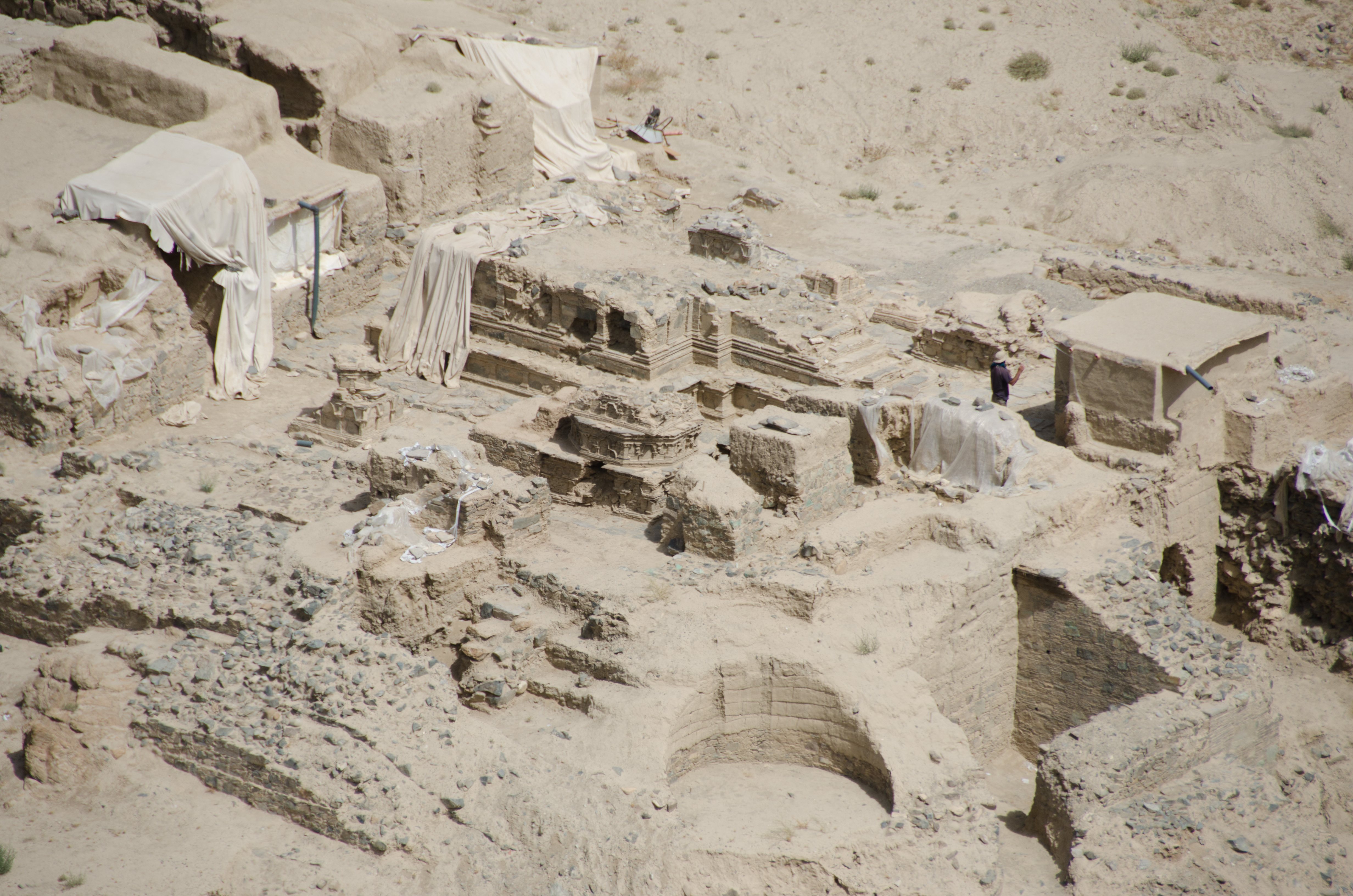
Historische Klosteranlagen von Mes Aynak
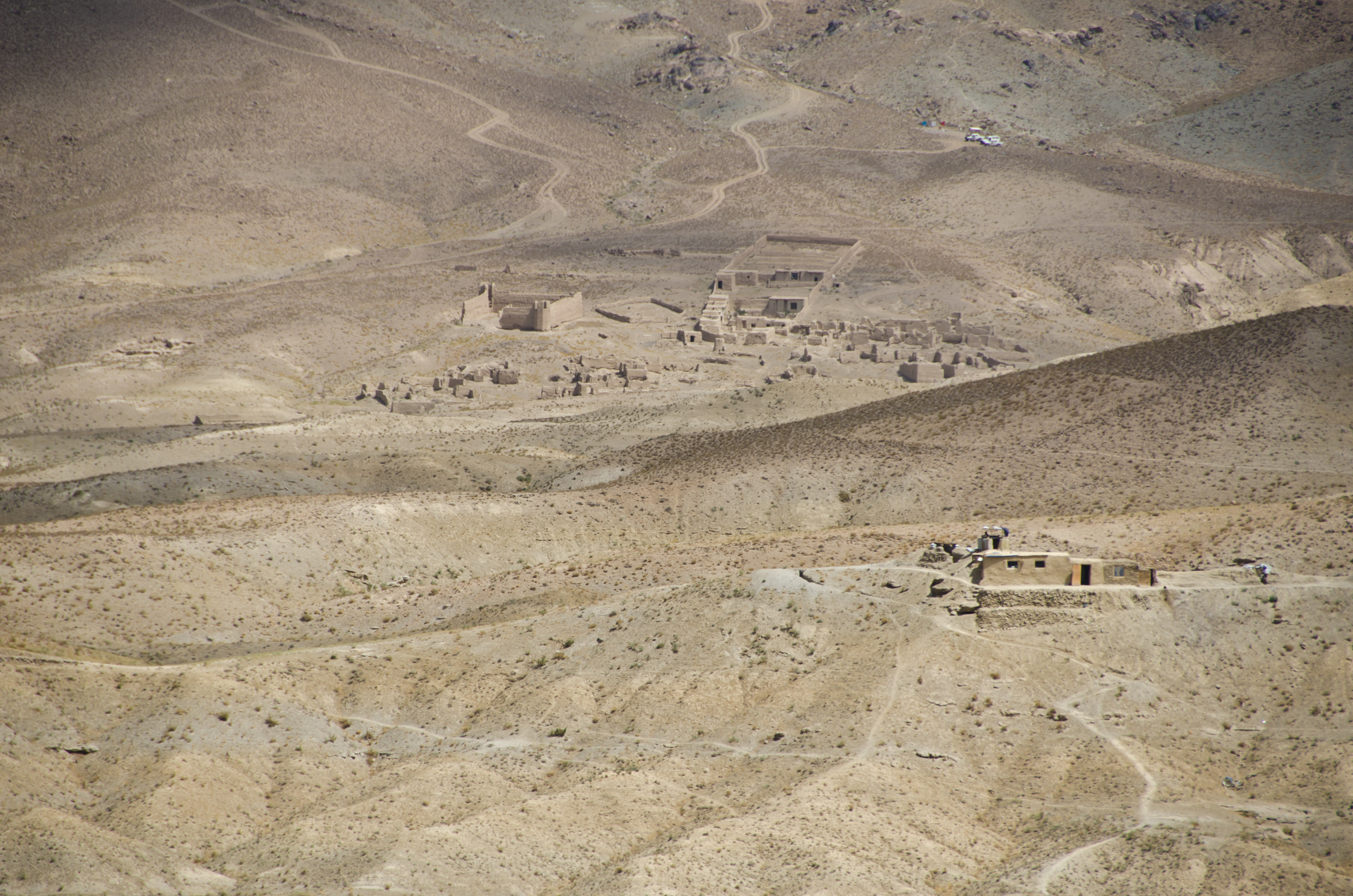
Panoramaaufnahme der Klosteranlagen
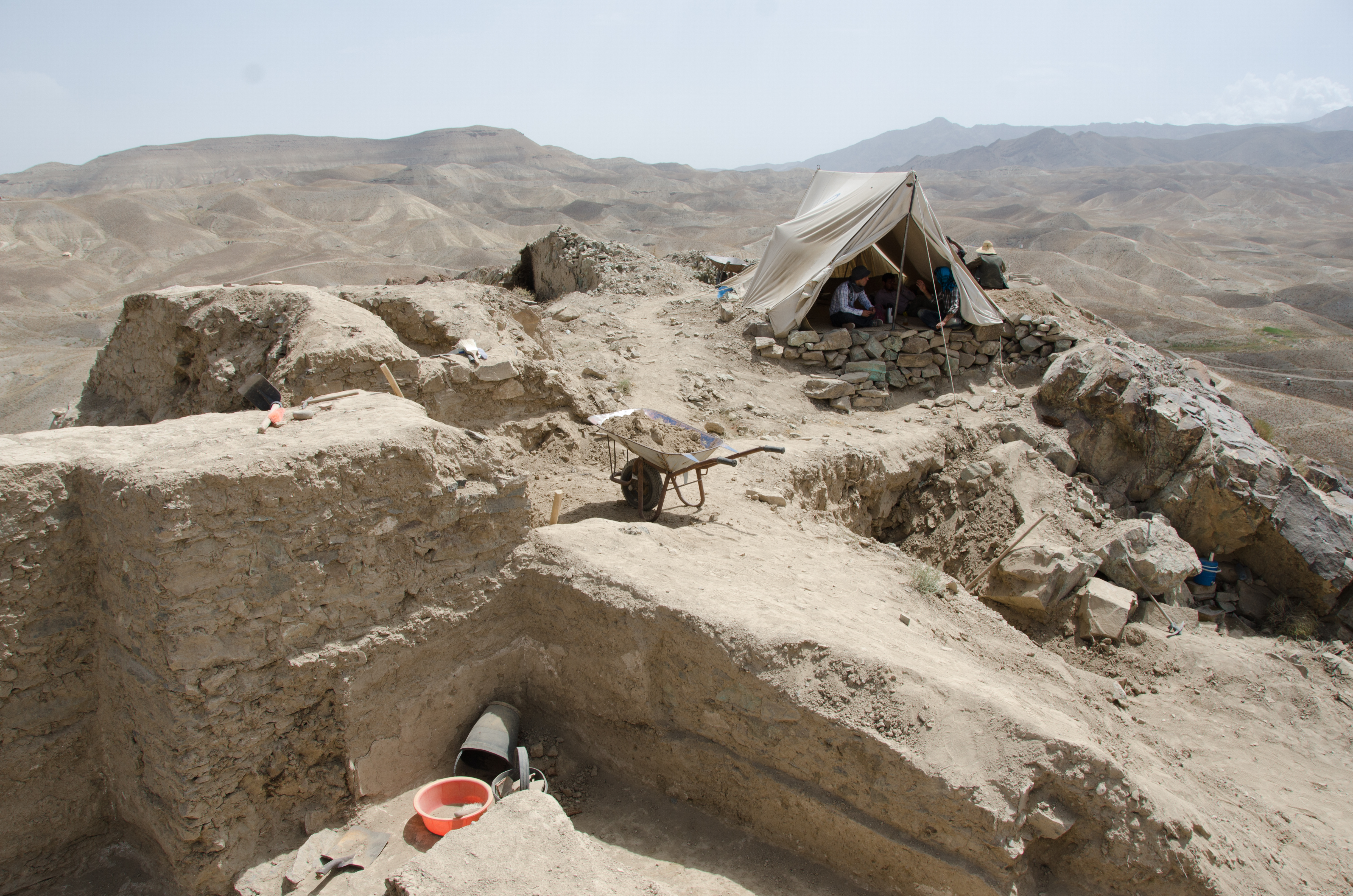
Grabungsstätte auf dem Gipfel, Mes Aynak
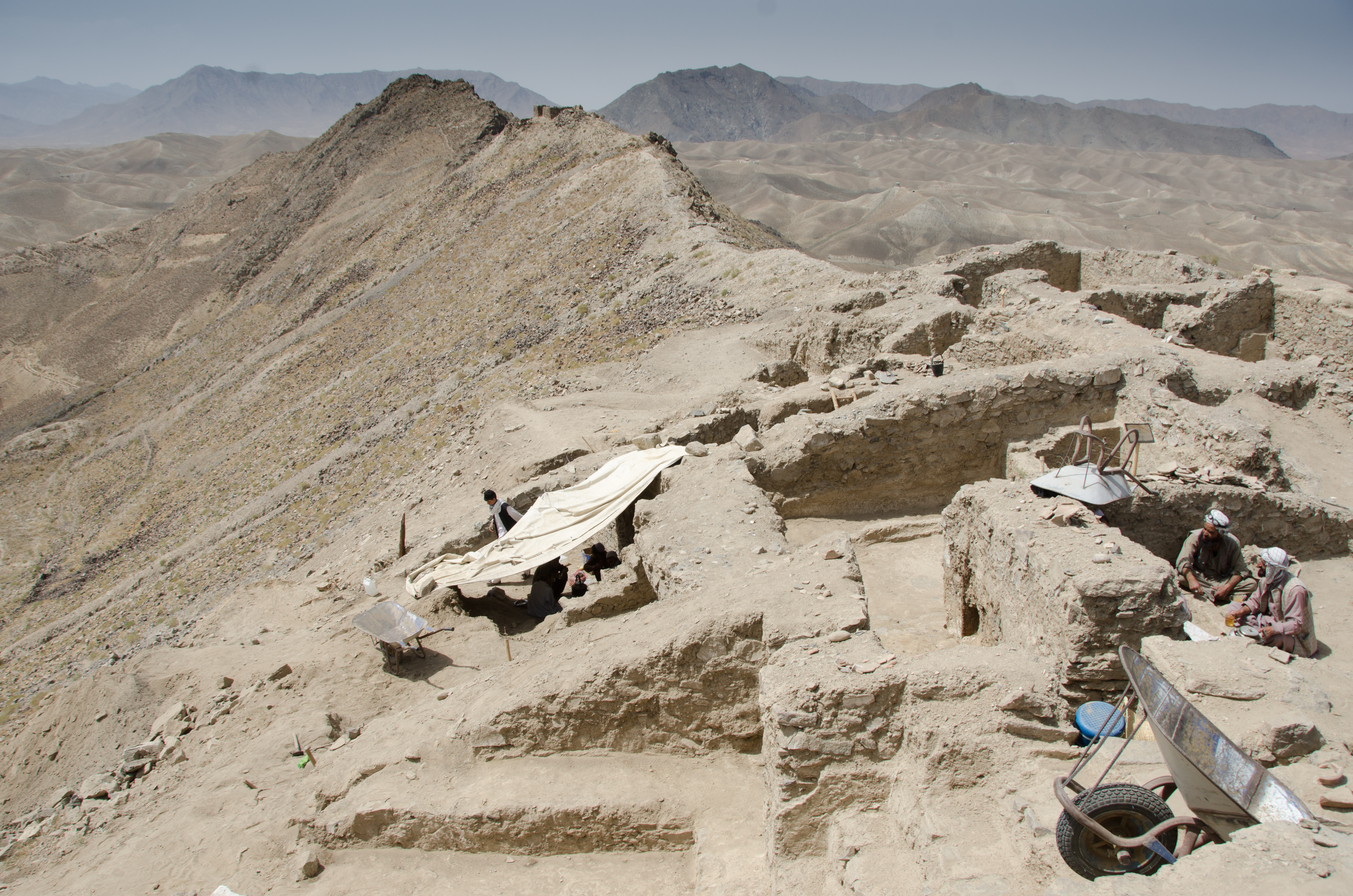
Grabungsstätte auf dem Gipfel, Mes Aynak
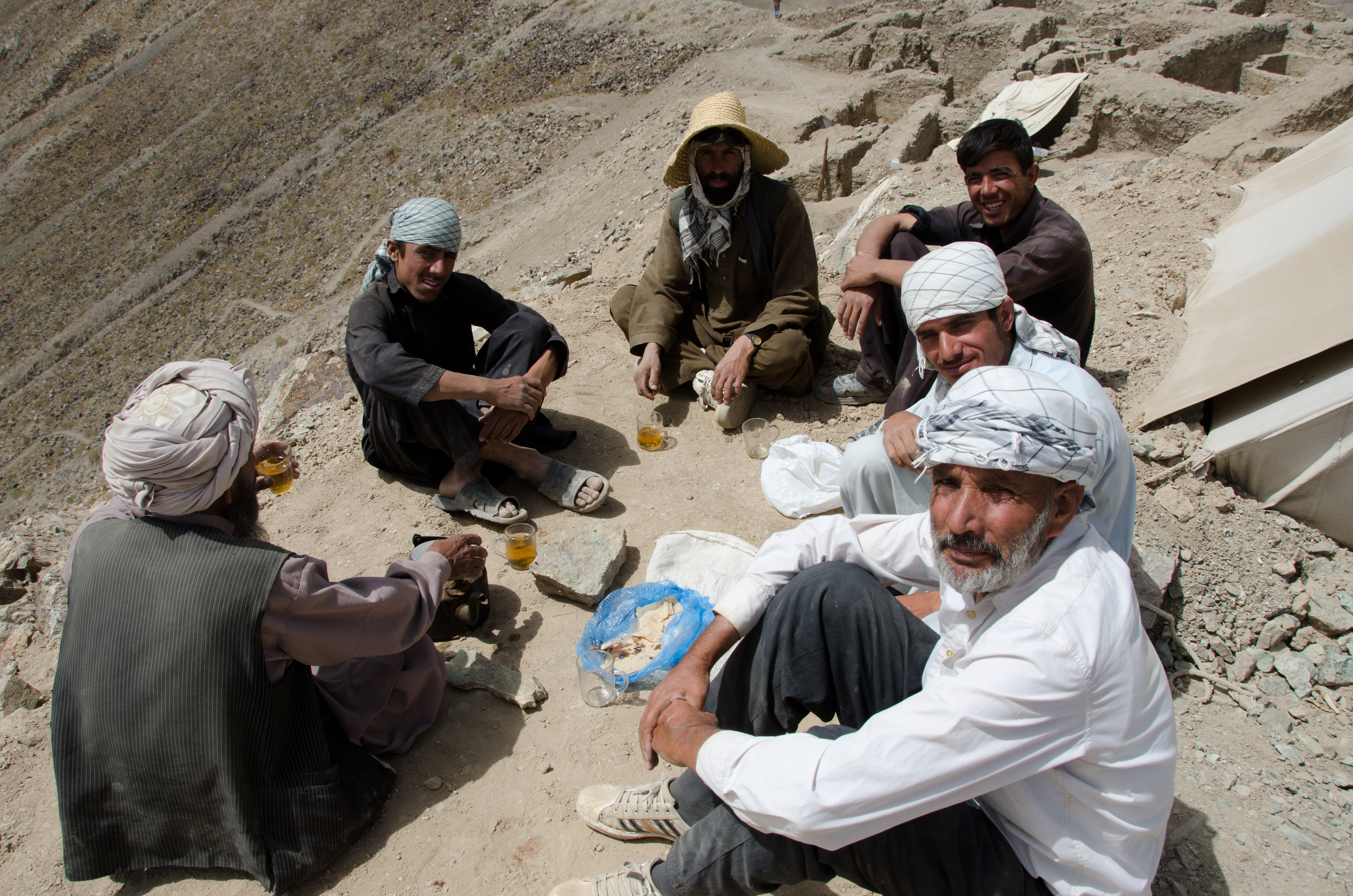
Grabungskräfte am Gipfel
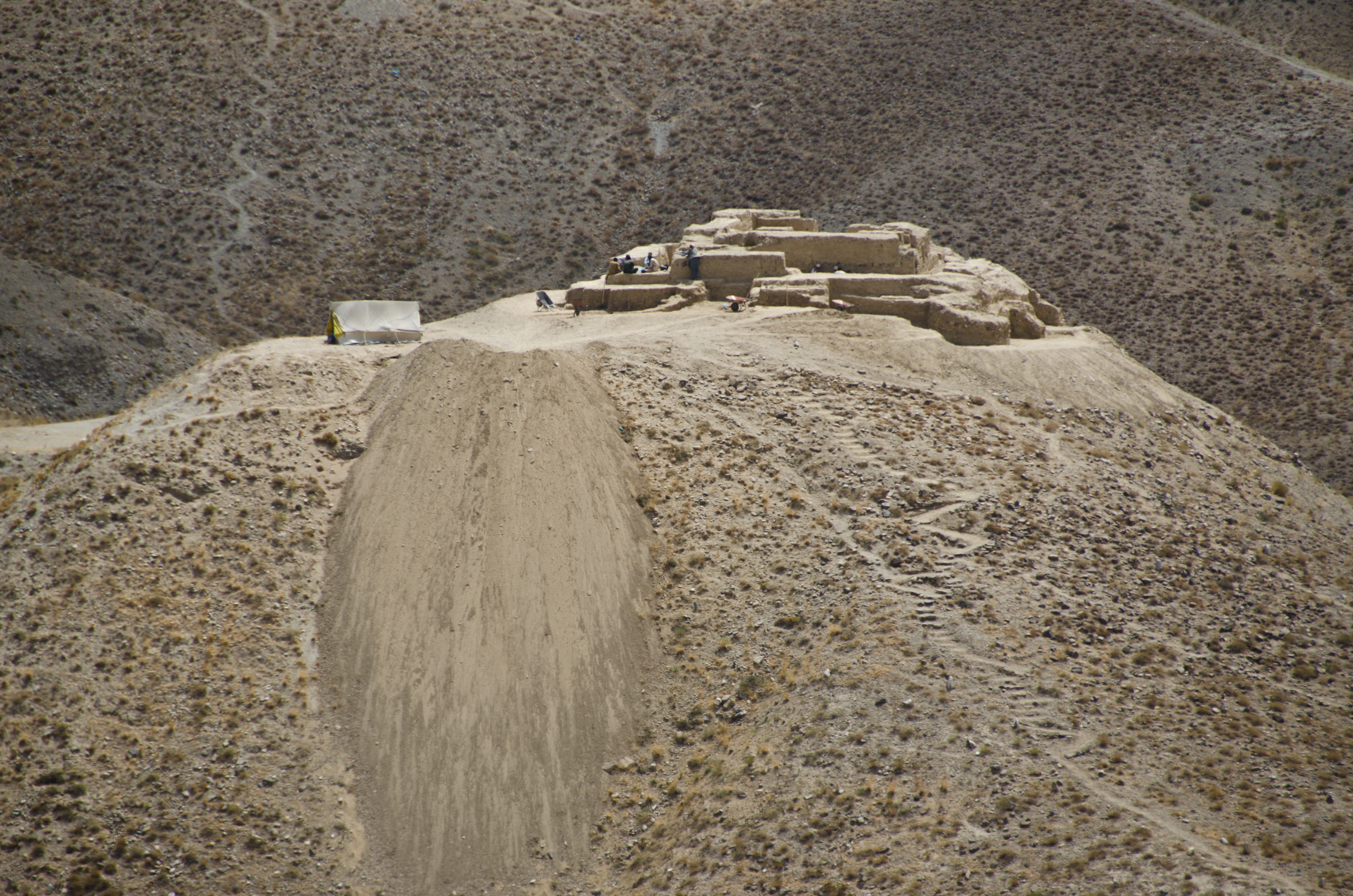
Grabungsstätte am östlichen Hang
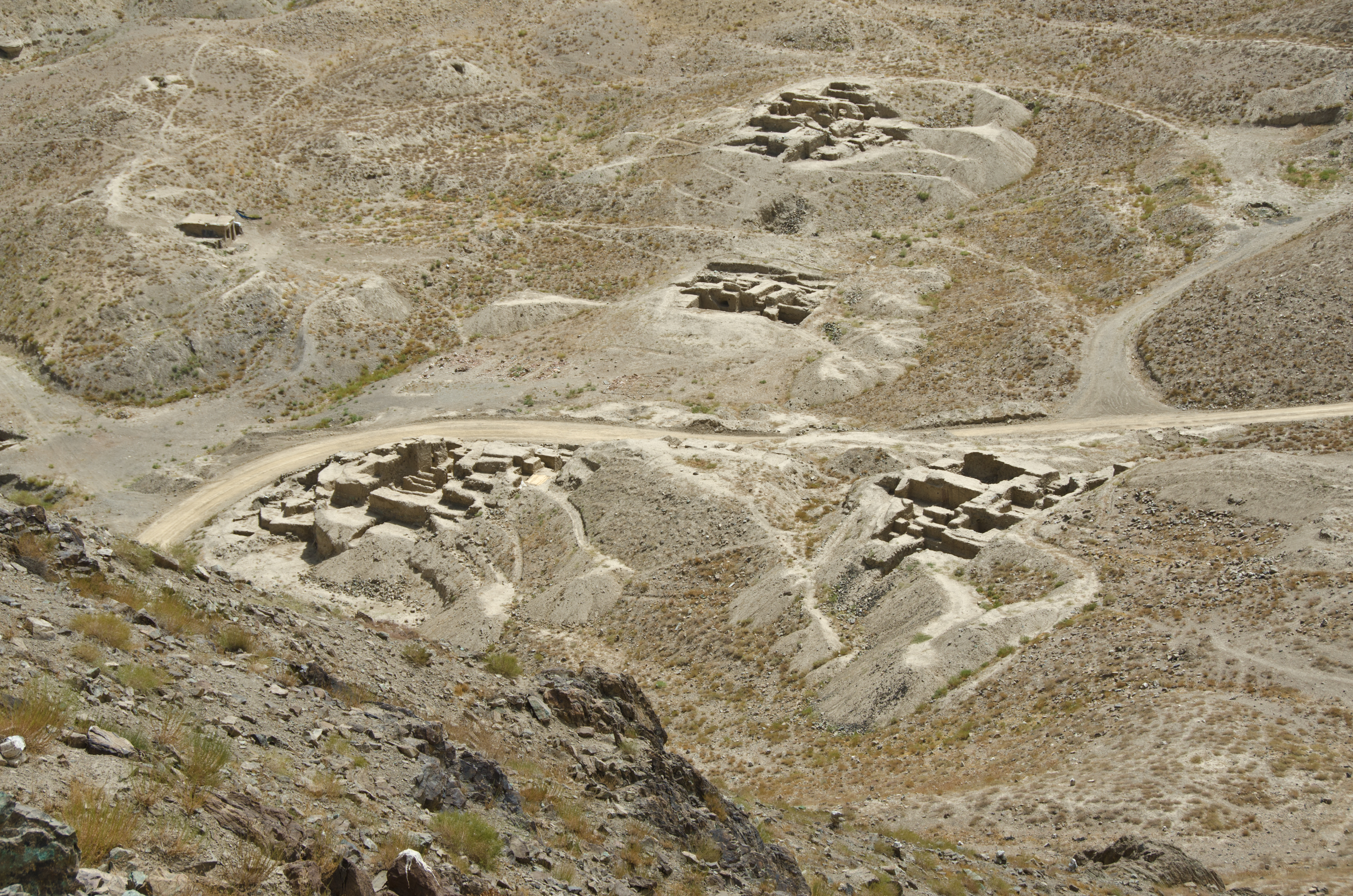
Grabungsstätten am östlichen Hang